# 人高鄉
人高鄉，是四川省鄰水縣曾经下辖的一个乡。

## 沿革[1]
- 道光十四年（1834年），為仁和場，半屬長壽縣。
- 光緒三十三年(1907年)，增設高峰場。
- 民國4年(1915年)，因地方不靖，設5個保衛區，以維持治安。仁和場設人和鄉，駐黎家橋，隸屬第三保衛區。
- 民國24年(1935年)7月1日，將6個區合併為3個區，49個鄉鎮合併為43個鄉鎮，人和鄉與原高峰場合併為人高鄉，隸屬第三區署。
- 民國29年(1940年)，實行新縣制，改3個區為4個區，將43個聯保辦公處合併為22個鄉鎮公所，人高鄉和大石鄉合併為人大鄉，隸屬第四區。